# USS Wichita (CA-45)
A USS Wichita (CA-45) az amerikai haditengerészet (US Navy) egyedi építésű, kiválóan sikerült nehézcirkálója volt. Eredetileg a New Orleans nehézcirkáló osztály nyolcadik egységének szánták, végül tervezői a Brooklyn osztályú nagy könnyűcirkálók testének felhasználásával egy teljesen új hajót hoztak létre. A második világháború kitörésekor a legkorszerűbb amerikai cirkálónak számított. A USS Wichitától származott az összes későbbi amerikai nehézcirkáló, a Baltimore, az Oregon City és a Newport News osztályok egységei.

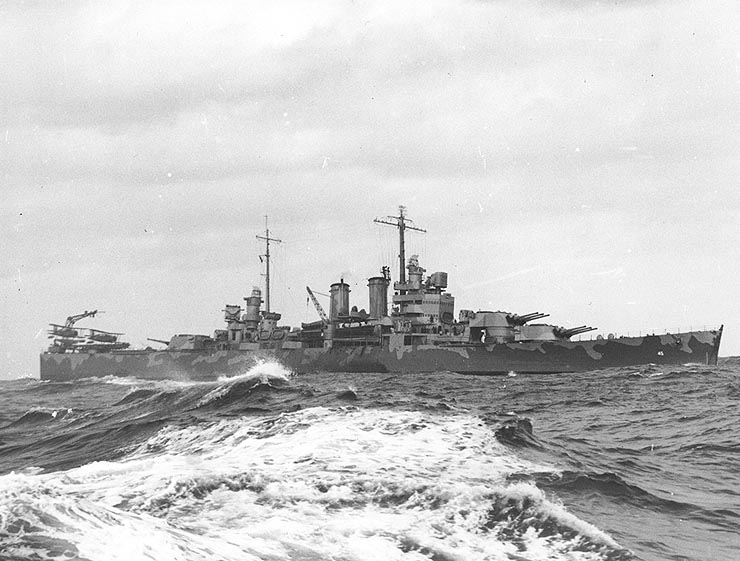
A USS Wichita (CL-45) amerikai nehézcirkáló 1942. április 22-én, amikor a brit Home Fleet (Honi Flotta) kötelékében működött.
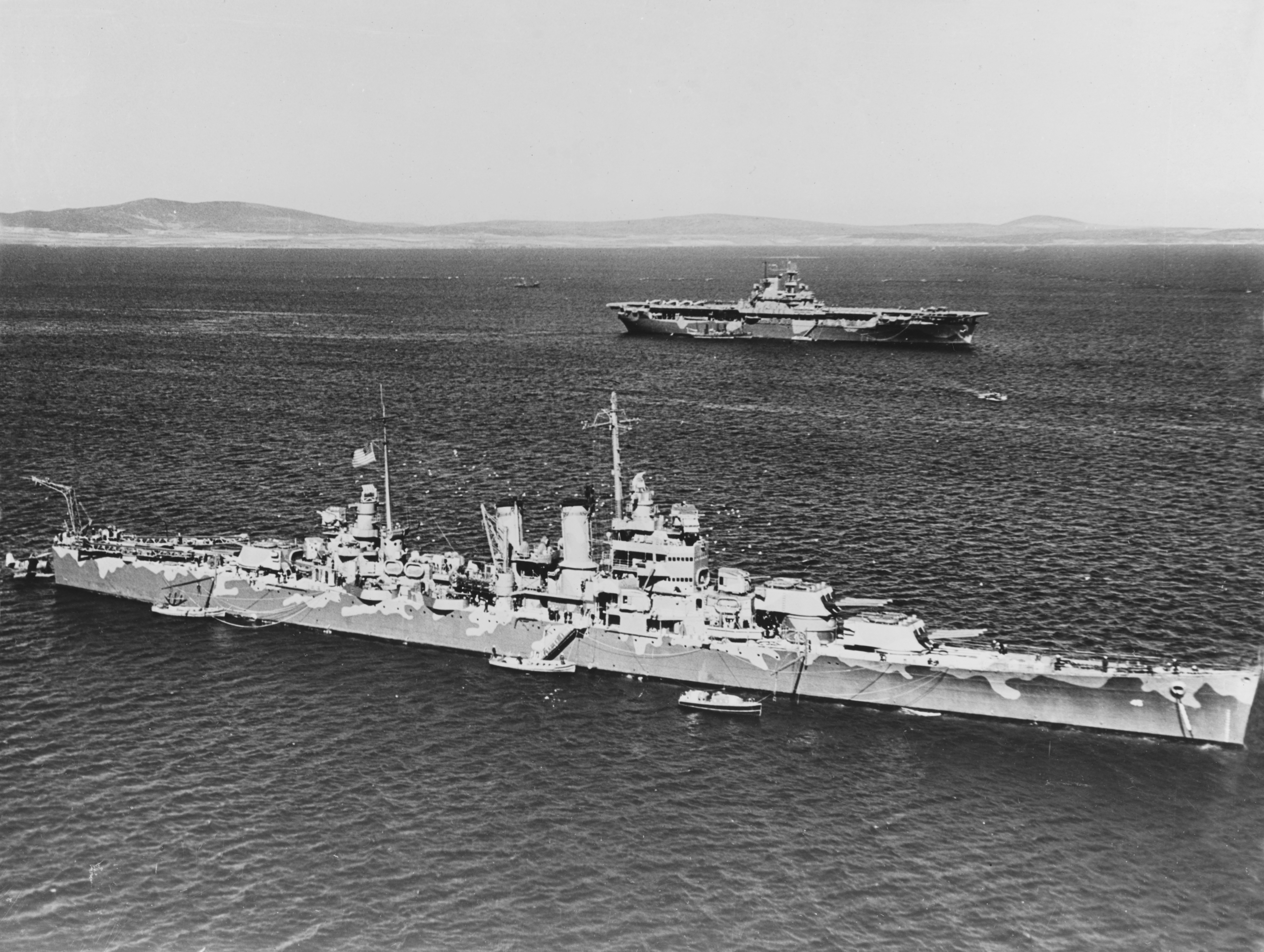
A USS Wichita (CA-45) amerikai nehézcirkáló a USS Wasp (CV-7) repülőgép-hordozó társaságában a Home Fleet támaszpontján, Scapa Flow-ban 1942 áprilisában.
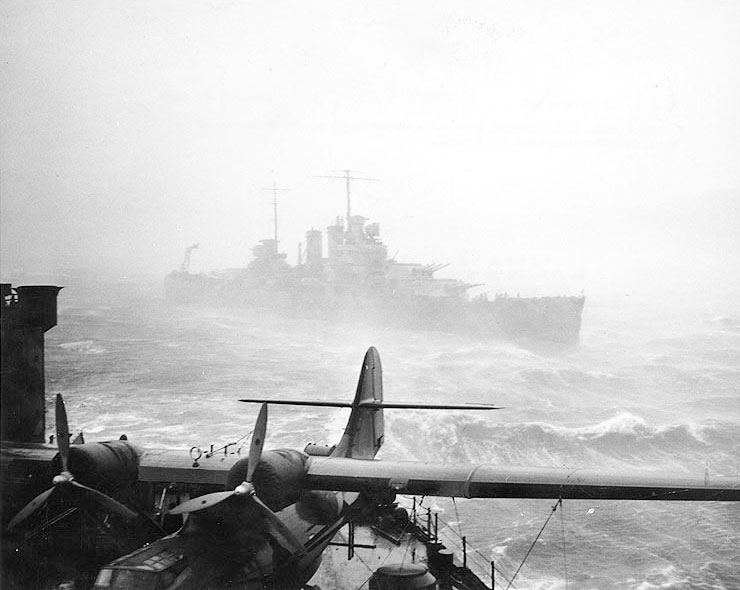
A USS Wichita (CA-45) amerikai nehézcirkáló 1942 januárjában Izland közelében a USS Albemarle (AV-5) hidroplán-hordozó anyahajóról fényképezve.

## Dizájn
Az Egyesült Államok törvényhozása 1929. február 13-án fogadta el Curtis Dwight Wilbur (1867-1954) haditengerészeti miniszter (United States Secretary of the Navy) javaslatára a Cruiser Act ("Cirkálótörvény") nevű jogszabályt, amely 19 modern nehéz- és könnyűcirkáló építését rendelte el. Az 1930-ben megkötött londoni haditengerészeti egyezmény az Egyesült Államok számára maximum 18 darab, egyenként legfeljebb 10 000 tonnás, 203 mm-es lövegekből álló fő fegyverzetű nehézcirkáló szolgálatban tartását engedélyezte. Hasonlóan más nagyhatalmakhoz, az amerikaiak úgy játszották ki a korlátozásokat, hogy nehézcirkáló méretű és páncélzatú, de csak 152 mm-es ágyúkból álló fő fegyverzetű, így a londoni egyezmény rendelkezései értelmében könnyűcirkálónak minősülő hajókat is építettek. Ebben az időszakban 18 nehézcirkáló mellett 9 ilyen nagy méretű könnyűcirkáló szolgálatba állítására került sor. A USS Wichita eredetileg a New Orleans nehézcirkáló osztály nyolcadik egységének volt szánva, azonban a US Navy mérnökei arra a következtetésre jutottak, hogy a Brooklyn osztályú nagy könnyűcirkálók hasonló méretű, de modernebb felépítésű hajóteste kedvezőbb platformot kínálna a 18. amerikai nehézcirkáló számára, mint a konzervatívabb dizájnú New Orleans típus. A Brooklyn osztály hajótestét jelentősen átdolgozták, a USS Wichita magasabb szabad oldalmagassággal rendelkezett, megnövelték a hatótávolságát, új típusú 203 mm-es fő lövegtornyokat kapott, javítottak a másodlagos fegyverzet 8 db 127 mm L/38 lövegének elrendezésén, ezek közül négy már zárt lövegtornyokban került beépítésre.

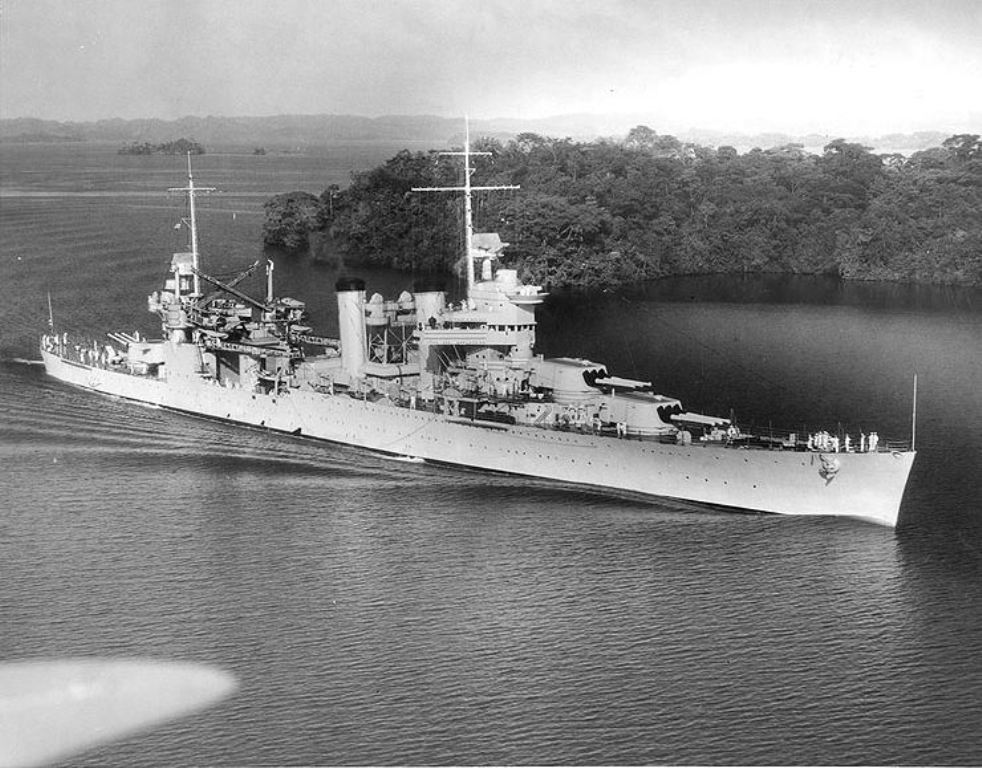
Az 1937-ben szolgálatba állított USS Vincennes (CA-44) a hét New Orleans osztályú nehézcirkáló egyike. 1942. augusztus 8-9-én a savo-szigeti csatában süllyedt el. A típus fő fegyverzete előbb 9 db (3×3) 203 mm L/55 Mk 9, majd Mk 12, Mk 14, vagy Mk 15 ágyú, ezek 120 kg (Mk 9, Mk 14), vagy 152 kg (Mk 12, Mk 15) tömegű páncéltörő (APC), illetve 118 kg tömegű repeszromboló (HE) gránátokat tüzeltek.
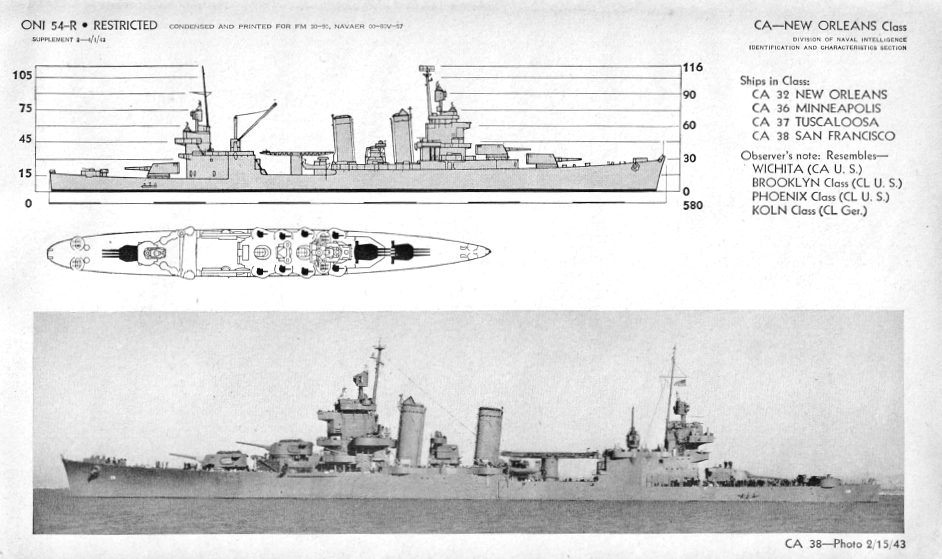
A New Orleans osztály hajóteste konzervatív kialakítású és túlzsúfolt volt, hagyományos tattal, középen elhelyezett katapultokkal és nagy méretű hangárral a repülőgépek számára. Részlet az amerikai haditengerészeti hírszerzés (Office of Naval Intelligence - ONI) 1943-as típuskönyvéből.
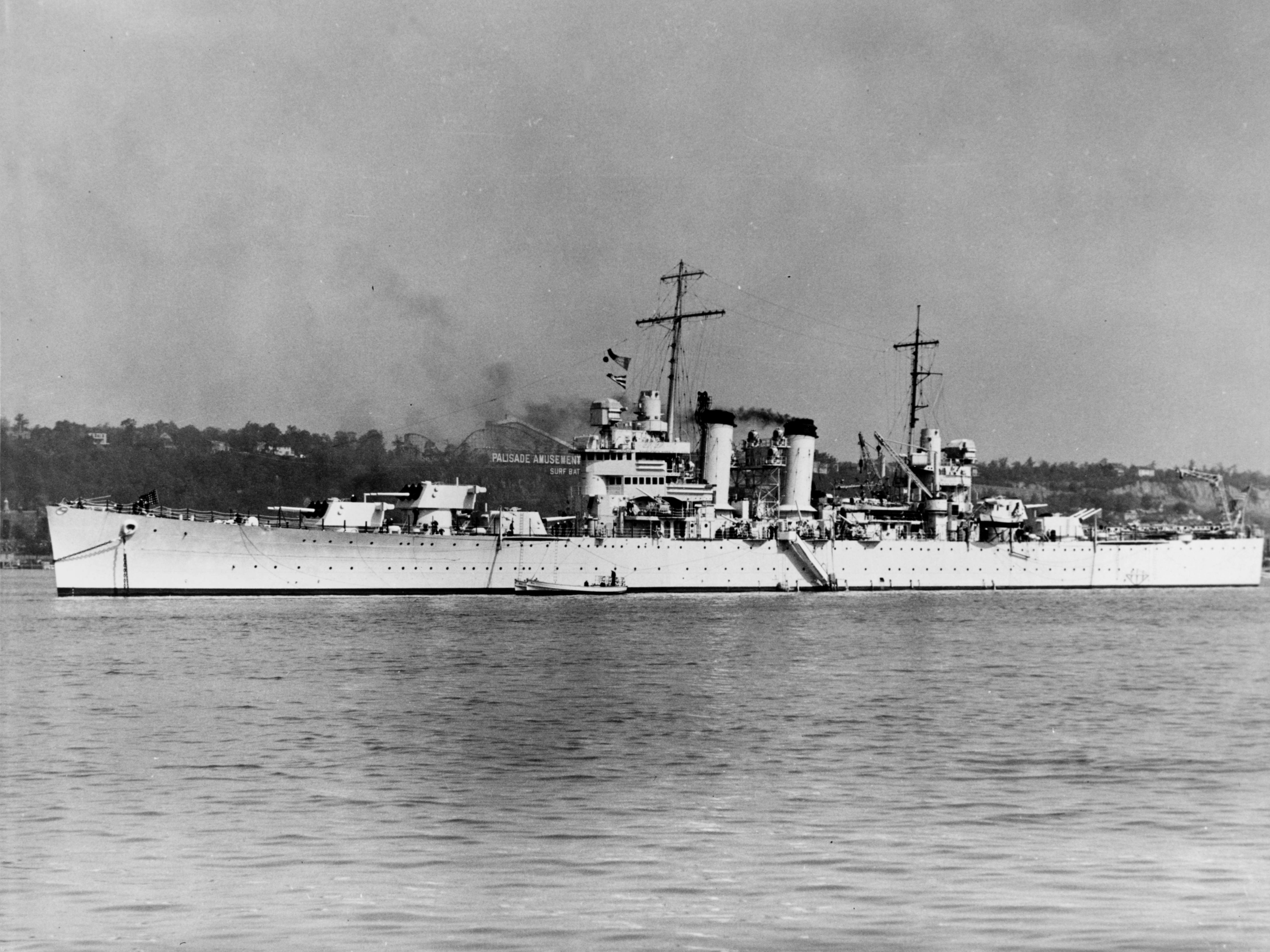
A USS Wichita közvetlenül a Brooklyn osztály nagy méretű könnyűcirkálóitól származott, a képen a USS Brooklyn (CL-40) látható 1939-ben. A típus fő fegyverzete 15 db (5×3) 152 mm L/47 Mk 16 ágyú, ezek 59 kg-s páncéltörő (APC), vagy 48 kg-s repeszromboló (HE) lövedékeket tüzeltek.
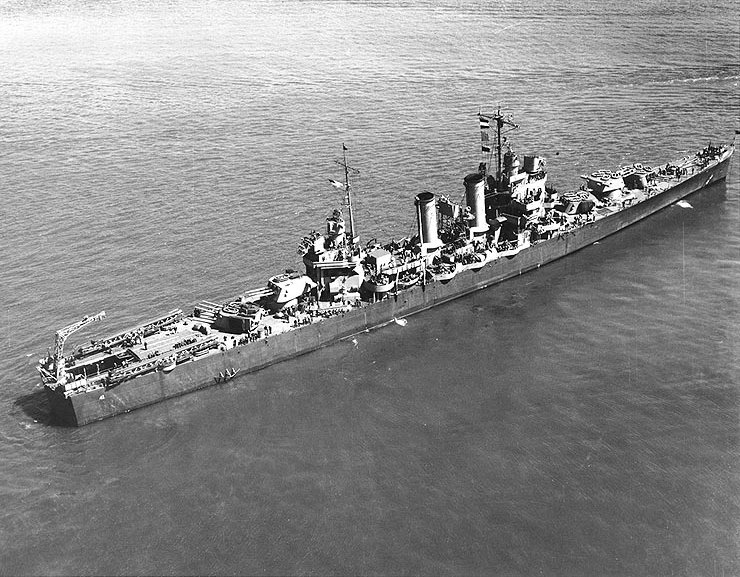
A Brooklyn osztályú USS Philadelphia (CL-41) nagy méretű könnyűcirkáló. A képen látható a hajótest akkor modernnek számító, teljesen újszerű kialakítása, széles, a hangárt magában foglaló tükrös tattal, melynek oldalain egy-egy katapult, végén pedig a repülőgépek beemelésére szolgáló daru kapott helyet. a kedvező elrendezés miatt bőségesen jutott hely az 5 fő lövegtorony és a másodlagos fegyverzet számára.
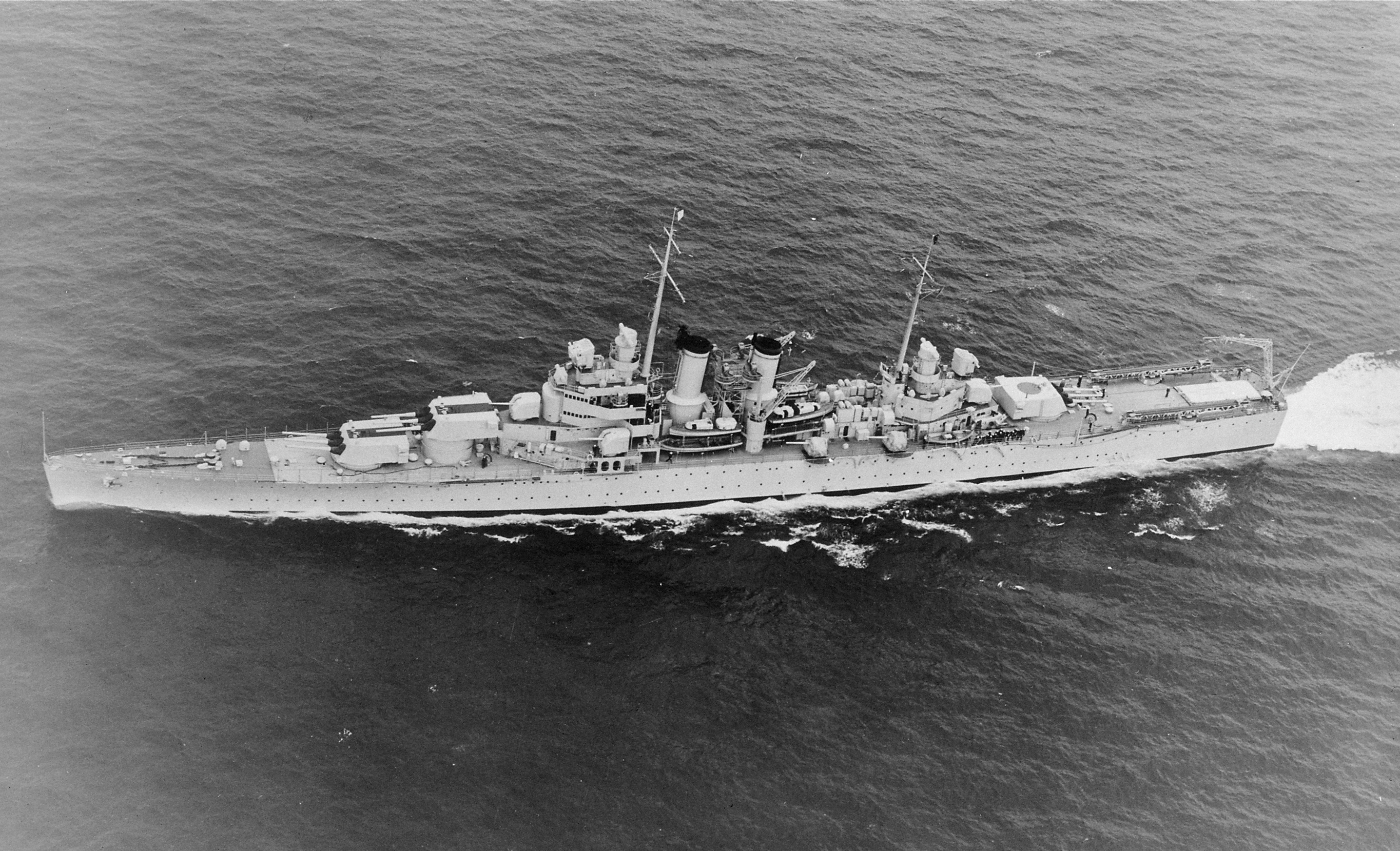
A USS Wichita (CA-45) amerikai nehézcirkáló 1940 májusában. A képen tökéletesen látszik a hajótest Brooklyn osztályéhoz hasonló kialakítása.

### Hajótest
A USS Wichita nehézcirkáló teljes hossza 185.42 m, vízvonalon 182.9 m. Szélessége 18.82 m, a hajótest merülése 7.24 m teljes terheléssel. Sztenderd vízkiszorítása 1939-ben 10 759 tonna, azaz túllépte a londoni haditengerészeti szerződés 10 000 tonnás határát, maximális vízkiszorítása pályafutása elején 13 224 t, 1945-ben 14 844 t.

### Hajtómű
A USS Wichita nehézcirkáló hajtóműve négy Parsons gőzturbinából és nyolc Babcock & Wilcox olajtüzelésű vízcsöves kazánból állt. Teljesítménye 100 000 LE (75 000 kW). Az üzemanyagtartályok kapacitása minimum 1344, maximum 2016 t olaj. Hatótávolsága 15 csomós sebesség mellett 10 000 tengeri mérföld volt. Maximális sebessége 33 csomó.

### Fegyverzet

#### Fő fegyverzet
A USS Wichita nehézcirkáló fő fegyverzetét 9 darab (3×3) 203 mm L/55 Mk 12 ágyú képezte. A lövegek tömege egyenként 17 t, 152 kg-s páncéltörő (APC), vagy 118-kg-s repeszromboló (HE) lövedéket tüzelhettek 760 m/s kezdősebességgel. Az indítótöltet 40 kg füstmentes lőpor, két egyenként 43 fontos (20 kg) selyemzsákba varrva.

#### Másodlagos fegyverzet
A USS Wichita másodlagos fegyverzetként 8 darab egyesével beépített 127 mm L/38 Mk 12 univerzális, tengeri, szárazföldi és légi célpontokkal szemben egyaránt hatásos DP (dual-purpose) ágyúval rendelkezett. A lövegek a korábbi cirkálókkal ellentétben nem a hajó két oldalán, hanem gyémánt elrendezésben (diamond-shaped scheme) kerültek alkalmazásra, amely maximális tüzelési szektort tett lehetővé a számukra. A nyolc lövegből négy egyágyús lövegtornyokba, négy pedig nyitott lövegállásokba került. A 127 mm-es lövegtornyok közül egy a második fő lövegtorony és a felépítmény között, egy-egy a felépítmény jobb- és baloldalán, az utolsó pedig a tat felől nézve a hátsó fő lövegtorony mögött állt. A négy nyitott lövegállás a hajó két oldalán, a második kémény és a hátsó felépítmény között kapott helyet. Magát a löveget 1932-ben tervezték, 1934-ben rendszeresítették, az US Navy korszerűbb rombolóinak, légvédelmi cirkálóinak, repülőgép-hordozóinak fő fegyverzetét, valamint a csatahajók, csatacirkálók, nehéz- és könnyűcirkálók másodlagos fegyverzetét képezte a II. világháború során. Beépíthető volt nyitott lövegállásba, valamint egy, vagy kétágyús lövegtoronyba is.

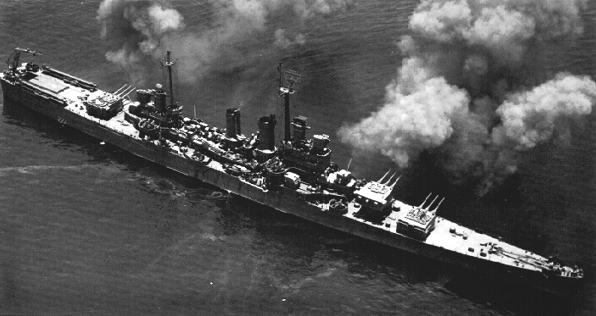
A USS Wichita (CA-45) amerikai nehézcirkáló 1944-ben, amint teljes oldalsortüzet ad le 203 mm-es lövegeivel.
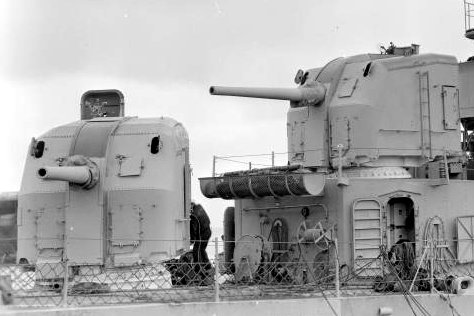
127 mm L/38 típusú löveg zárt, egyágyús toronyba szerelt változata egy Fletcher osztályú rombolón, a USS Wichita négy ilyen lövegtoronnyal rendelkezett.
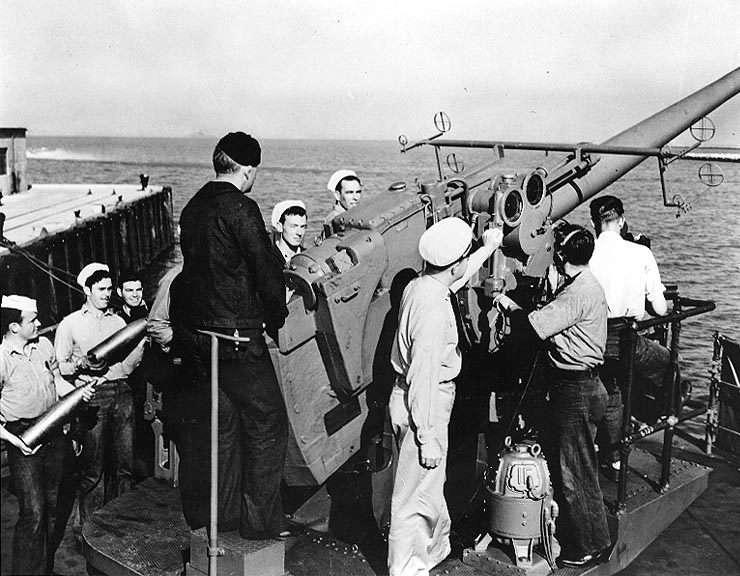
A 127 mm L/38 ágyú nyitott talapzaton, a USS Wichita 4 ilyen löveggel rendelkezett.
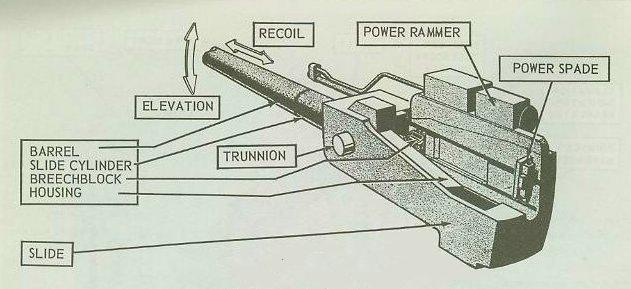
Az 5 hüvelykes, 127 mm L/38 Mk 12 ágyú felépítését ábrázoló rajz.
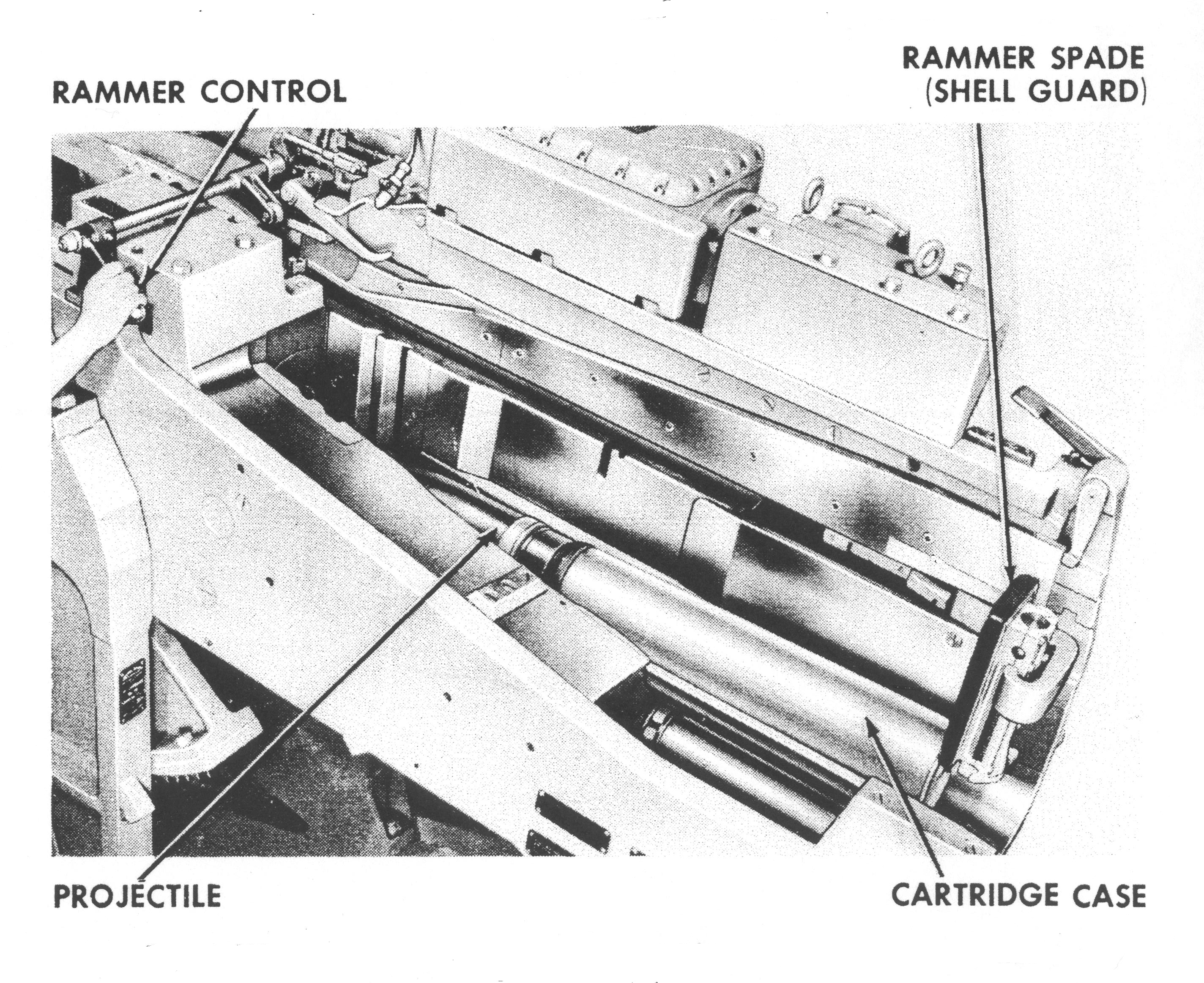
A 127 mm L/38 ágyú zárvázata és töltőberendezése.

#### Légvédelem
A USS Wichita könnyű légvédelmi fegyverzetét pályafutása kezdetén csak 8 db (8×1) – 12.7 mm L/90 géppuska képezte. 1941 júliusában 8 db (2×4) 28 mm L/75 gépágyúval látták el, melyek 1943 novemberéig maradtak a hajón. A 12.7 mm-es géppuskák helyett 1942 áprilisában 12 db (12×1) modern 20 mm L/70 Mk 4 Oerlikon típusú légvédelmi gépágyút kapott. 1943 novemberében légvédelmi fegyverzetét megerősítették, 20 db (4×4 és 2×2) korszerű 40 mm L/56 MK 1/2 Bofors gépágyúval, és további 6 db (6×1) 20 mm L /70 Mk 4 Oerlikon gépágyúval. 1946 januárjában 16 db (4×4) 40mm L/60 Mk 2, 8 db (4×2) – 40 mm L/60 Mk 1 és 18 db (18×1) 20 mm L/70 Mk 10 gépágyúval rendelkezett.

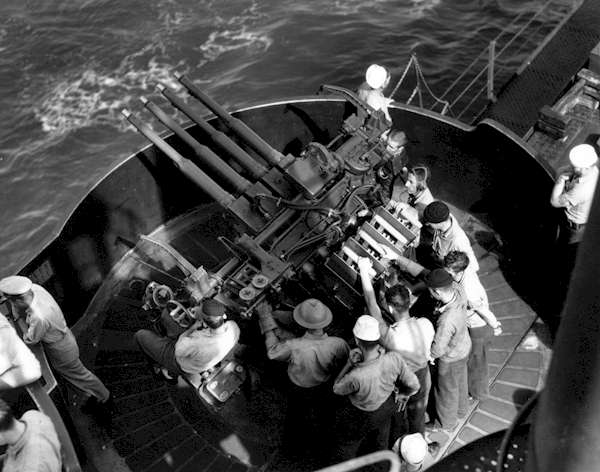
28 mm L/75 légvédelmi gépágyú, négycsövű platformon a USS Enterprise (CV-6) repülőgép-hordozó fedélzetén. A II. világháború idején már elavult típus a USS Wichita nehézcirkálón is szolgált.
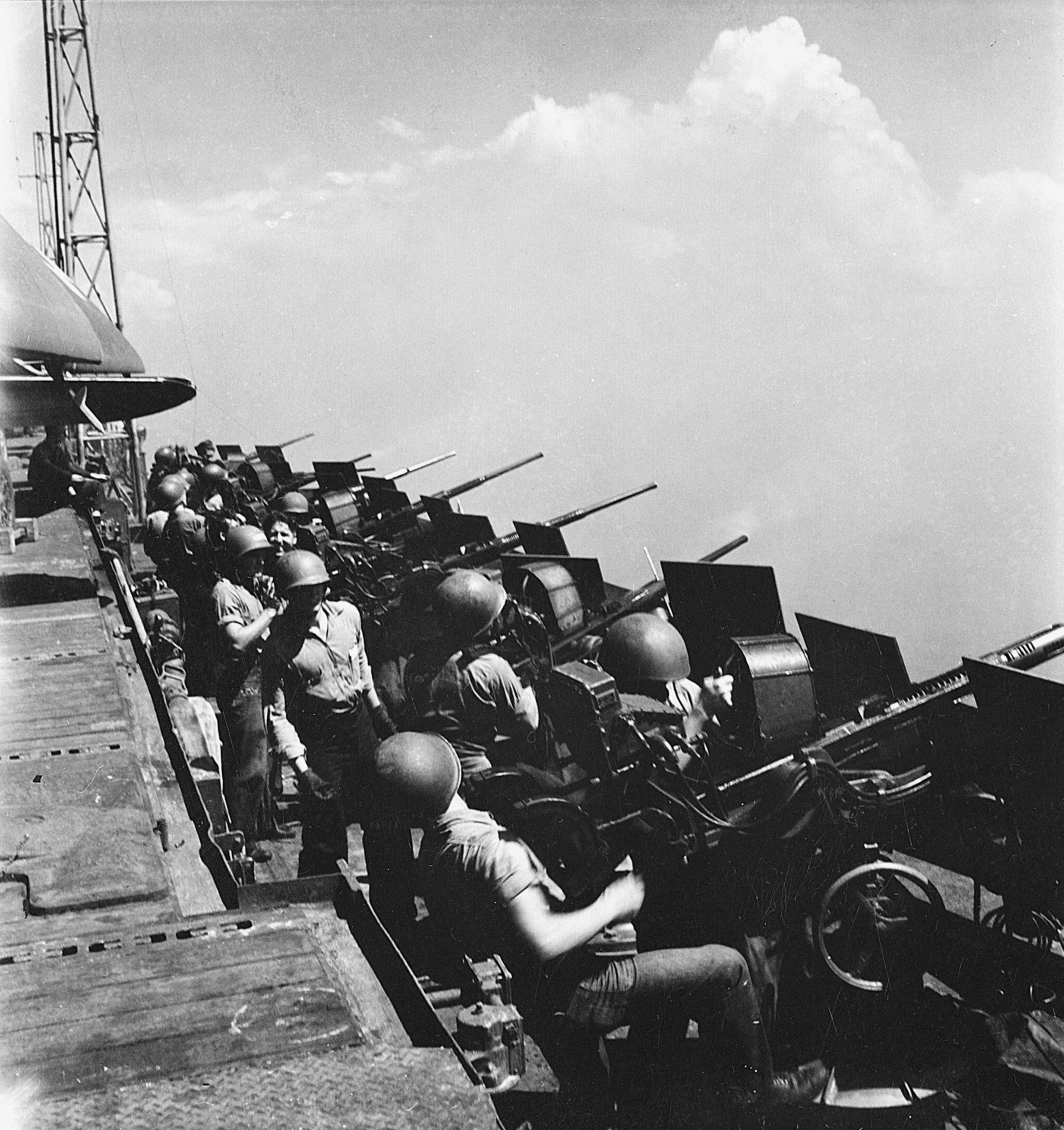
Korszerű 20 mm L/70 Oerlikon gépágyúk 1945-ben az Essex osztályú USS Hornet (CV-12) repülőgép-hordozón.
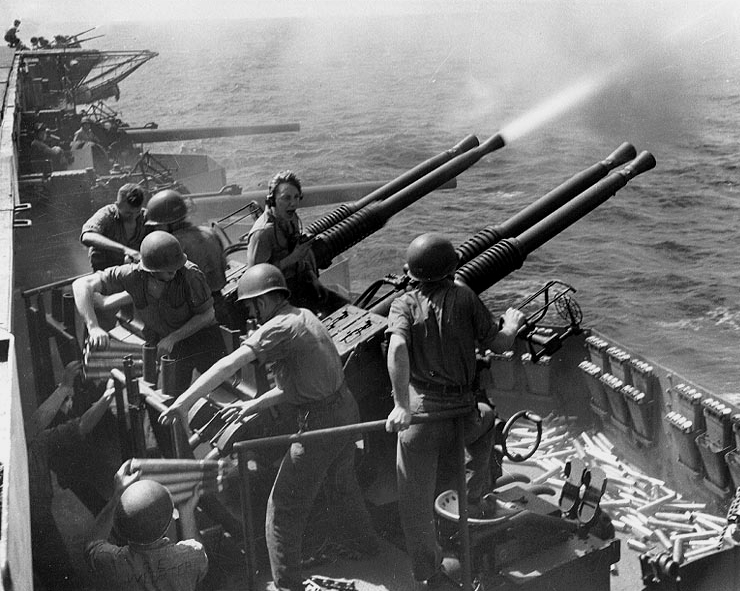
Négycsövű platformra szerelt 40 mm L/56 Mk 1/2 Bofors gépágyúk a USS Hornet (CV-12) repülőgép-hordozó fedélzetén. A típus különböző változatai a USS Wichita nehézcirkáló könnyű légvédelmi fegyverzetéhez is hozzátartoztak.

### Páncélzat
A USS Wichita övpáncélzata 4.36 m szélességben nyúlt el az első és a hátsó fő lövegtorony barbettái között, 1.5 m mélyen merült a vízvonal alá, e fölött 2.86 m magasságban oltalmazta a hajó oldalait. Az öv maximális vastagsága 152 mm, alsó szegélyén 76 mm, mindez 16 mm-es STS (Special Treatment Steel, más néven Protective Deck Plate) alapra szerelve. A lőszerraktárakat 102 mm maximális vastagságú, alsó széleiken 76 mm-es páncéllemezek oltalmazták. Az övpáncélt elől és hátul lezáró keresztválaszfalak 152 mm vastagságúak voltak, a gépházat és a lőszerraktárakat szintén 152 mm-es lemezek választották el egymástól. A fedélzet övpáncélzat peremén fekvő vértezete 57 mm-es volt, ez alkotta az övvel és a keresztválaszfalakkal együtt a hajó létfontosságú részeit oltalmazó páncélozott citadellát. A fő lövegtornyok barbettái 178 mm-es, maguk a tornyok homlokukon 203 mm-es, oldalaikon 95 mm-es, hátoldalukon 38 mm-es, tetejükön pedig 70 mm-es páncélzatot viseltek.
Összességében a USS Wichita vértezete a kortárs nehézcirkálókhoz képest kiemelkedően jónak minősíthető. A US Navy számításai szerint a USS Wichita páncélzata 10 975 m és 24 145 m távolságok között immunissá tette a hajót az ellenséges nehézcirkálók 203 mm-es ágyúinak tüzével szemben.

## Pályafutása

### Atlanti-óceán
A USS Wichita pályafutása kezdetén, a második világháború kitörését követően először a 7. cirkálóraj (Cruiser Division 7) tagja volt, majd a Karib-tengeren tevékenykedett a rajta kívül a USS Vincennes (CA-44) nehézcirkálóból és öt rombolóból álló Caribbean Patrol nevű kötelékben. 1939 júniusában a USS Quincy (CA-39) nehézcirkálóval dél-amerikai jószolgálati körúton vett részt. Később a USS Ranger (CV-4) repülőgép-hordozóval és a USS Tuscaloosa (CA-37) nehézcirkálóval működött együtt. 1941 nyarán, mint Task Force 16 része, a USS Mississippi (BB-41) csatahajó és a USS Wasp (CV-7) repülőgép hordozó társaságában Izland amerikai megszállását fedezte. 1942. március 26-tól, a Task Force 39, majd Task Force 99 részeként a USS Washington (BB-56) csatahajóval és a USS Tuscaloosa nehézcirkálóval a brit Honi Flottát (Home Fleet) támogatta. Együttműködött a HMS King George V csatahajóval és az HMS Victorious repülőgép-hordozóval is. A PQ 17 jelű konvoj elleni német támadási kísérlet, az Operation Rösselsprung során, melyben a Tirpitz csatahajó és három nehézcirkáló, az Admiral Hipper, a Lützow és az Admiral Scheer is felvonultatásra került, a USS Wichita az amerikai USS Washington és a brit HMS Duke of York csatahajókkal és az HMS Victorious repülőgép-hordozóval fedezte a konvojt.

### Fáklya hadművelet
A Fáklya hadművelet során, 1942 novemberében, a casablancai csatában Task Group 34.1, azaz a USS Massachusetts (BB-59) csatahajó, a USS Wichita, a USS Tuscaloosa és a USS Augusta (CA-31) nehézcirkálók, valamint a USS Brooklyn könnyűcirkáló, harcba bocsátkozott a befejezetlen francia Jean Bart csatahajóval, valamint a Primauguet és a Gloire könnyűcirkálókkal, több rombolóval és parti ütegekkel. Az összecsapás során a Vichy-kormányhoz hű francia flottából Primauguet könnyűcirkáló partra futott és kiégett, négy romboló és öt tengeralattjáró elsüllyedt. Rövid javítást követően a USS Wichita átvezénylésre került a csendes-óceáni hadszíntérre. Itt a három nehézcirkálóból (USS Wichita, USS Chicago (CA-29), USS Louisville (CA-28)), három nagy méretű könnyűcirkálóból (USS Cleveland (CL-55), USS Columbia (CL-56) USS Montpellier (CL-57)), két kísérő repülőgép-hordozóból (USS Suwannee (CVE-27), USS Chenango (CVE-28)), és nyolc rombolóból álló Task Force 18 tagja lett. 1943. január 29-30-án a rennell-szigeti csatában a Task Force 18 32 darab japán, torpedókkal felszerelt Mitsubishi G4M és G3M bombázó repülőgép légitámadását szenvedte el. A USS Chicago összesen hat torpedótalálatot kapott és elsüllyedt, a USS Wichitát szintén eltalálta egy, de nem robbant fel.
A USS Wichita ezt követően az Új-Hebridák térségében gyakorlatozott. 1943. április 18-án Pearl Harbor-ból az Aleut-szigetek felé indult, a Task Force 52.10 részeként. Májusban az aleut-szigetekei amerikai invázió során a USS Louisville (CA-28) és USS San Francisco (CA-38) nehézcirkálókból, valamint négy rombolóból álló északi fedező erő zászlóshajója volt. 1943. július 6-án három másik cirkáló és négy romboló társaságában a Kiska szigeti japán állásokat ágyúzta, július 19-én három csatahajó, a USS New Mexico (BB-40), a USS Mississippi (BB-41) és a USS Idaho (BB-42) csatlakozott a Kiska szigete elleni hajótüzérségi támadáshoz. A japánok amerikai partraszállástól tartva még abban a hónapban evakuálták Kiska helyőrségét.

### Csendes-óceán
A Marshall-szigetek inváziójának előkészületeként a USS Wichita 1944. januárjában a Frederick C. Sherman altengernagy parancsnokolta, USS Bunker Hill (CV-17) repülőgép-hordozó, a USS Cowpens (CVL-25) és USS Monterey (CVL-26) könnyű repülőgép-hordozók, a USS North Carolina (BB-55), a USS South Dakota (BB-57), a USS Massachusetts (BB-59), USS Alabama (BB-60) csatahajók és rombolókíséretük alkotta Task Group 58.3. hadműveleti kötelék tagja lett. A USS Wichita a repülőgép-hordozók légvédelmét támogatta a Kwajalein és Eniwetok szigete elleni amerikai légicsapások során.  A cirkáló a Task Group 58.2. részeként 1944. február 16-án az Operation Hailstone keretében Turk szigetének fontos japán flottabázisára mért amerikai repülőgép-hordozós légicsapást fedezte. 1944. február 16-án a Task Group 58.2. japán légitámadást szenvedett el, mely során a USS Intrepid (CV-11) repülőgép-hordozót torpedótalálat érte, a sérült hordozót a USS Wichita kísérte vissza támaszpontjára, Majuro-ra. 1944. március 9-én a USS Wichita a 6. cirkálóraj (Cruiser Division 6.) zászlóshajója lett. 1944. áprilisában a Fast Carrier Task Force részeként Yap, Woleai, a Palau-szigetek, és az új-guineai Hollandia szigete elleni amerikai hordozós légicsapásokat biztosította, valamint a Karolina-szigeteki Satawan szigetét ágyúzta.
1944. május 4-én a USS Wichita visszatért Majuro-ra, egy egy hónapos gyakorlatra és kiképzésre, majd júniusban csatlakozott a Kwajalein-nél gyülekező, a Mariana-szigetek elleni támadásra készülődő amerikai flottakötelékhez. 1944. június 13-án a Task Uinit 53.10.8. részeként Saipan-t, majd 14-én Guam japán állásait lőtte. Június 17-én csatlakozott a Task Group 58.7. hajóihoz, hogy a Mariana-szigetektől nyugatra elfogják a felderítés által jelentett nagy japán flottát.  1944. június 19-én a japán repülőgép-hordozók légcsapást mértek az amerikai flottára, ezzel kezdetét vette a filippínó-tengeri csata. A USS Wichita légvédelmi tüzérsége két japán Nakajima B5N torpedóbombázó lelövését jelentette. Ezt követően a nehézcirkálót kísérő repülőgép-hordozók és csapatszállító hajók biztosítására osztották be Saipan térségében. Július 8-12-én és július 18-án ismét Guam japán állásait támadta. 1944. augusztus 10-én a USS Wichita elhagyta Guam térségét, július 29-ig Eniwetok szigeténél tartózkodott, majd csatlakozott a Task Group 38.1. kötelékéhez, mely 1944. augusztus 28. és szeptember 22. között Palau, a Karolina-szigetek, a Fülöp-szigetek és a megszállt Holland India japán célpontjaira mért nagyszabású légicsapás-sorozatot. Szeptember 22-én egy japán légimádás során a USS Wichita légvédelmi tüzérsége két japán bombázót semmisített meg, ezt követően Cebu, Negros és Coron szigetének japán állásait ágyúzta.

### Fülöp-szigetek
A USS Wichita 1944. október 2. és október 10. között egy Okinawa elleni repülőgép-hordozós rajtaütést fedezett, másnap a hordozók Luzon szigetén Aparri-t támadták, majd lecsaptak Formosa (Tajvan) szigetének japán repülőtereire, a fülöp-szigeteki amerikai invázió előkészítéseként. 1944. október 13-án japán bombázók támadták meg a flottát, súlyosan megrongálva a USS Canberra (CA-70) nehézcirkálót. A USS Wichita vontatókötélre vette a sérült USS Canberrát, míg október 15-én a USS Munsee (ATF-107) tolóhajó fel nem váltotta, ezt követően csatlakozott hozzájuk a szintén súlyosan sérült USS Houston (CL-81) könnyűcirkáló, másnap a kis köteléket újabb japán légitámadás érte, mely során a USS Houston ismét torpedótalálatot kapott, miután biztonságos vizekre értek, október 21-én a USS Wichita elhagyta a köteléket, és csatlakozott Willis E. Lee altengernagy Task Force 34 flottakötelékéhez. A USS Wichita részt vett a Leyte-öbölben vívott tengeri csatában, először a Fast Carrier Strike Force kötelékében repülőgép-hordozókat kísért. Az amerikai hordozók Ozava tengernagy japán hajóraja elleni sikeres légicsapása után a USS Wichita és három másik cirkáló a kikülönített Task Force 34. részeként ágyútűzzel elsüllyesztette a sérült Csijoda japán könnyű repülőgép-hordozót és a Hatszuzuki rombolót. A USS Wichita 148 lövést adott le a Csijoda könnyű hordozóra, 173 lövést pedig a Hatszuzuki rombolóra 203 mm-es lövegeiből. A csata után ismét repülőgép-hordozókat fedezett Samar térségében. Október 28-án a partra szállt amerikai csapatokat támogatta ágyútüzével Leyte partjain. 1944. október 31-én a USS Wichita egy Ulithi atolli készletfeltöltés után visszatért Leyte partjaira. Egyik hajócsavarjának sérülése következtében november 18-án Kalifornia felé indult, december 15-én érkezett meg San Pedro kikötőjébe, ahol a Terminal Island Navy Yard hajógyárban 1945. február 8. és 1945. február 28. között javítás alatt állt, végül 1945. március 6-án érkezett vissza Hawaiira. Ezt követően Ulithi támaszpontján a USS Wichita a Okinava inváziójára készülő Task Force 54 kötelékébe, azon belül a Task Unit 54.2.3 állományába lett besorolva. Első feladatként március 25-én aknaszedő hajókat kísért Okinava partjai előtt, majd március 26-án a partot ágyúzta, március 27-én japán légitámadás érte, mely során légvédelmi tüzérsége egy japán repülőgépet lelőtt. Az okinavai  amerikai invázió április 1-i megkezdését követően, a USS Wichita tüzérségi támogatást nyújtott a sziget déli partjánál. Április 6-án a Task Group 51.19 részeként a USS Arkanzas (BB-33) és a USS Maryland (BB-46) csatahajók, valamint a USS Tuscaloosa nehézcirkáló társaságában Tsugen Shima-t ágyúzására tervezték bevetni, de a műveletet a japán légi tevékenység miatt lefújták, a nap folyamán egy A6M Zero megkísérelt bombatámadást végrehajtani a nehézcirkáló ellen, azonban a japán gépet lelőtték, 230 kg tömegű bombája 15 méterre robbant a hajótól. Április 7-én a USS Wichita a Nakaguszuku-öböl japán partvédő ütegét semlegesítette tüzérségével. Április 27-én egy kis kaliberű lövedék másfél méterrel a vízvonal alatt kilyukasztotta a nehézcirkáló egyik olajtartályát, majd május 12-én baráti tűz érte, egy 127 mm-es lövedék találta el, mely 1 halott és 11 sebesült mellett kisebb károkat okozott. A sérülései kijavítása után június 18-án tért vissza Okinava partjaira. Július folyamán a Task Unit 2 részeként Okinava japán állásait ágyúzta. A II. világháború végére a USS Wichita 13 csatacsillag (battle stars) kitüntetést szerzett.

### A II. világháború után
A II. világháborút követően a USS Wichita a Japánt megszálló amerikai erők állományába került, az egyik első amerikai hadihajó volt, mely elérte a felkelő Nap országát, 1945. szeptember 10-én futott be Nagaszaki kikötőjébe a Task Group 55.7 részeként. 1945. november 5-től az Operation Magic Carpet keretében, több fordulóval amerikai csapatokat szállított haza az Egyesült Államokba. 1946. február 14-én Philadelphiában a 16. Flotta kötelékébe sorolták, valamint július 15-én tartalékba helyezték, majd 1947. február 3-án a szolgálatból is kivonták. Az 1940-es évek végén felmerült a USS Wichita rakétás cirkálóvá való átépítésének lehetősége, de inkább a nála nagyobb méretű USS Boston (CA-69) és a USS Canberra nehézcirkálók átalakítása mellett döntöttek. 1959. március 1-én, mint már elavult egységet a USS Wichita nehézcirkálót leselejtezték, augusztus 14-én pedig eladták lebontásra a Union Minerals and Alloys Corp. cégnek.

## Galéria

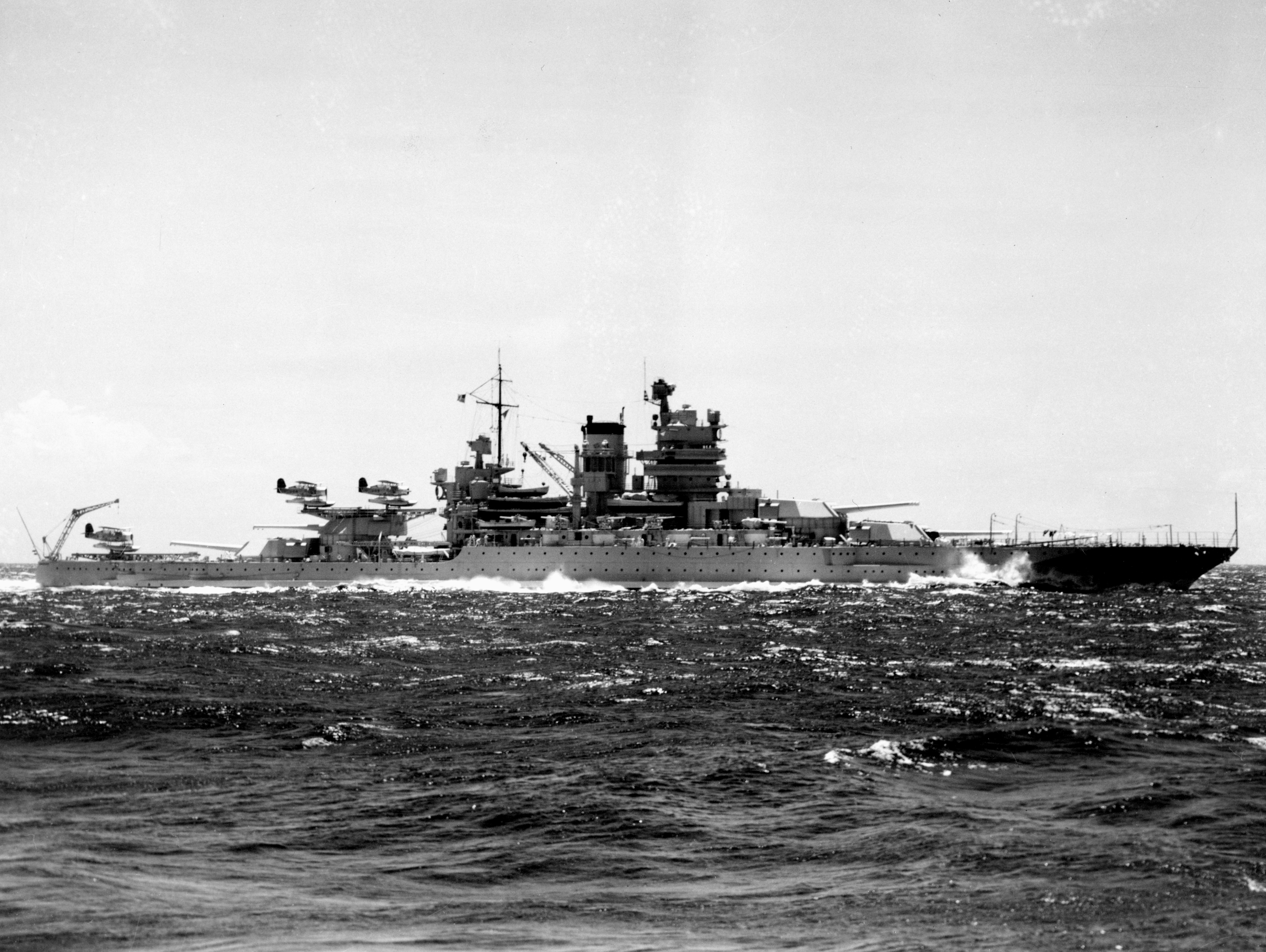
A New Mexico osztályú USS Mississippi (BB-41) csatahajó, mellyel a USS Wichita Izland amerikai megszállása során működött egy kötelékben.
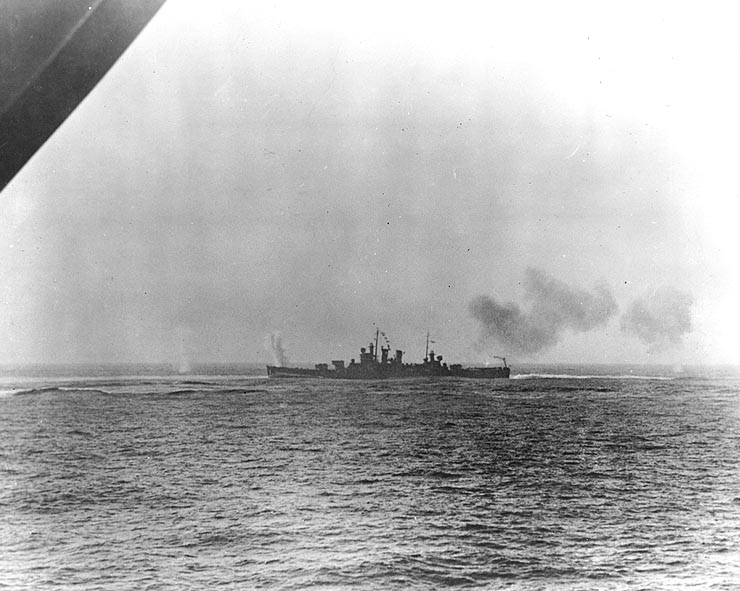
A USS Wichita (CA-45) amerikai nehézcirkáló 1942. november 8-án tűzpárbaj közben a francia Richelieu osztályú Jean Bart csatahajóval.
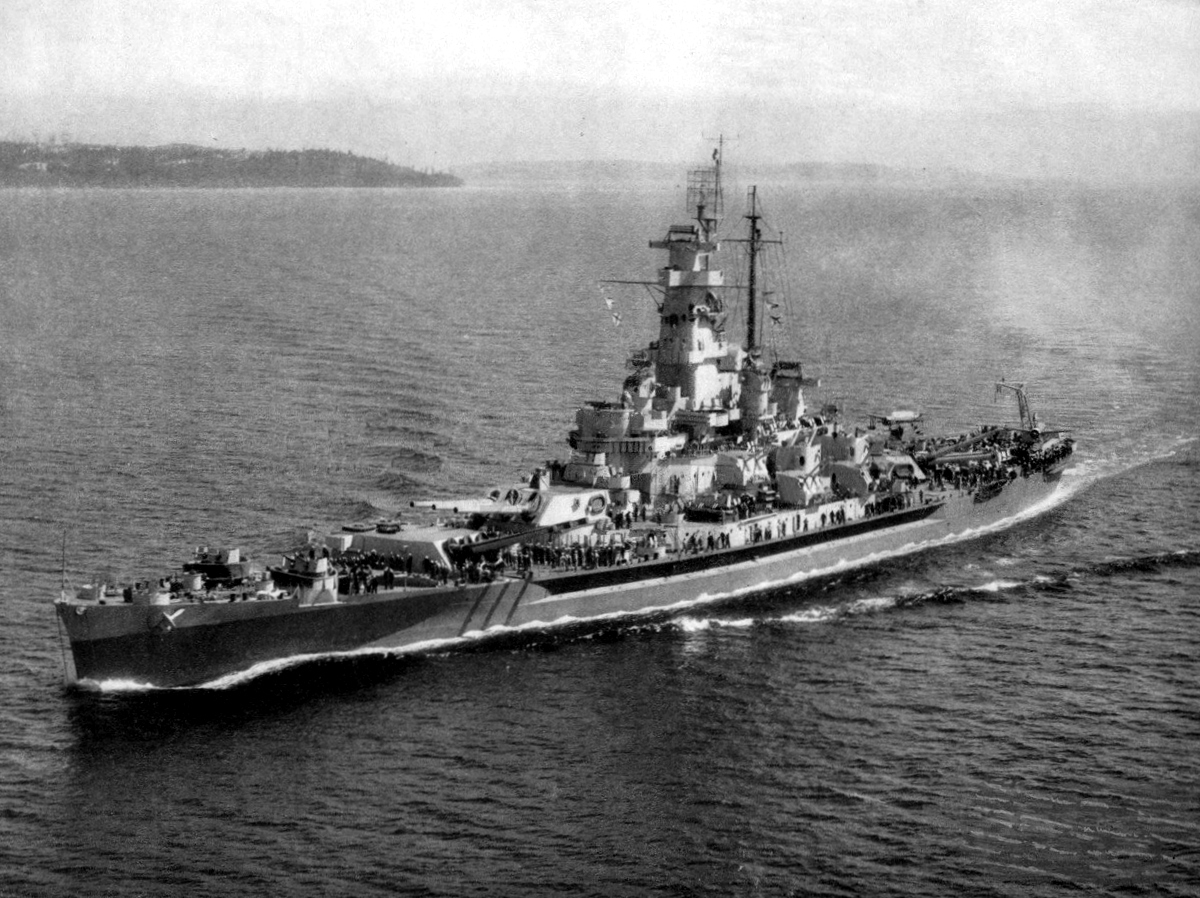
A South Dakota osztályú USS Massachusetts (BB-59) amerikai csatahajó. A casablancai csatában bevetett legnagyobb szövetséges hadihajó.
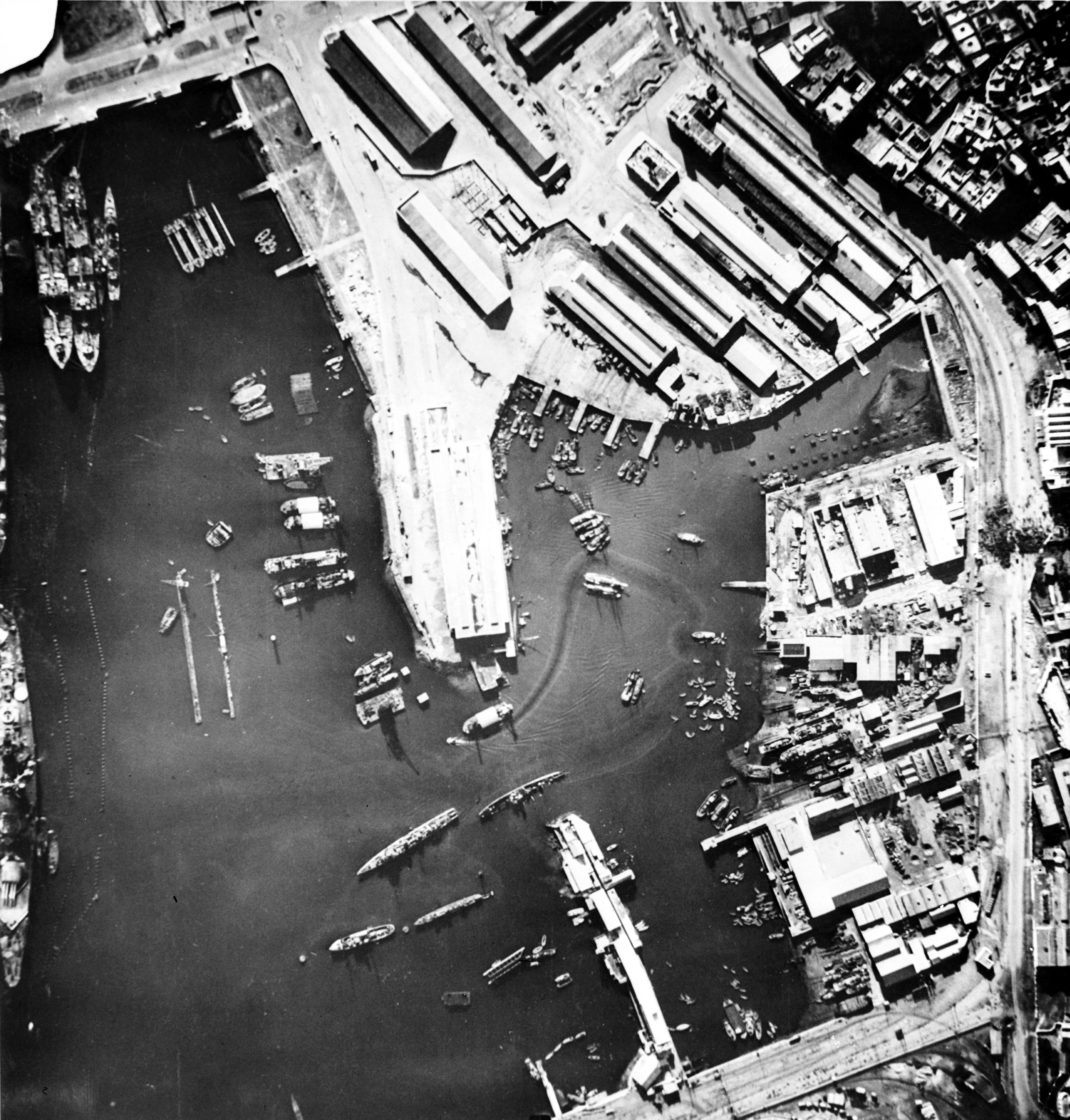
A casablancai kikötő 1942. november 9-én, a kép bal szélén a Jean Bart francia csatahajóval.
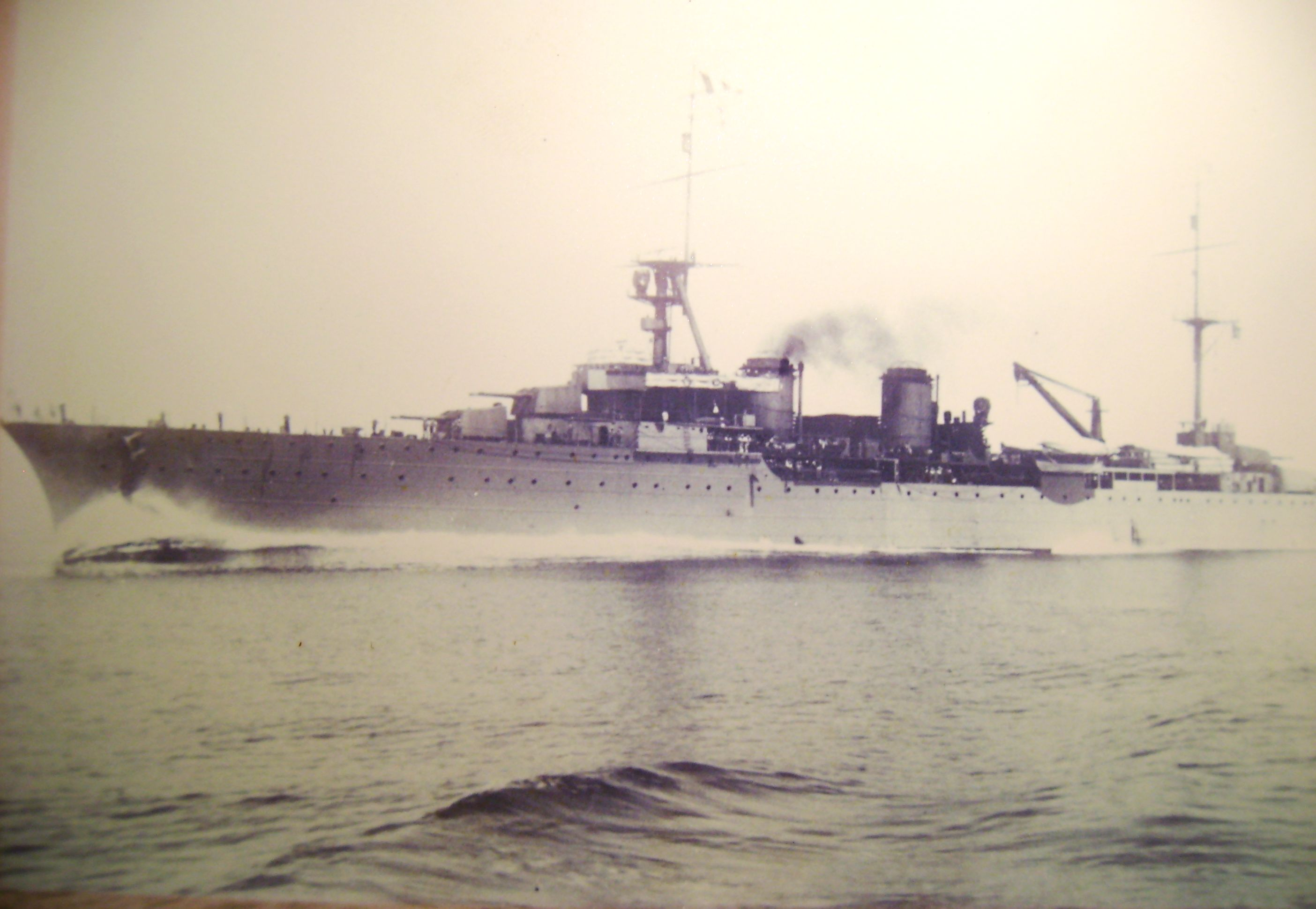
A francia Duguay-Trouin osztályú Primauguet könnyűcirkáló. A casablancai csata során az amerikai kötelék, melynek a USS Wichita is tagja volt ronccsá lőtte a hajót, mely partra futott és kiégett.
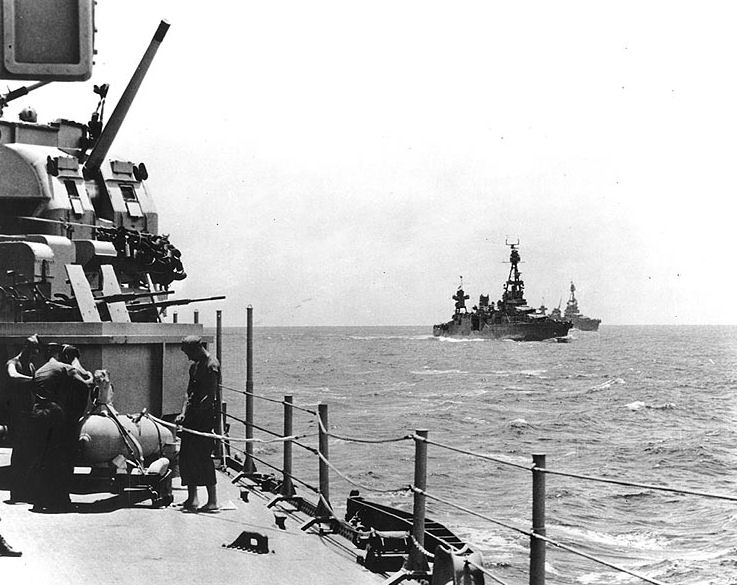
A USS Wichita (CA-45) amerikai nehézcirkáló 1943. január 29-én útban Guadacanal szigetéhez, a Task force 18 kötelék részeként. A háttérben két Northampton osztályú nehézcirkáló, a USS Chicago (CA-29) és a USS Louisville (CA-28) látható.
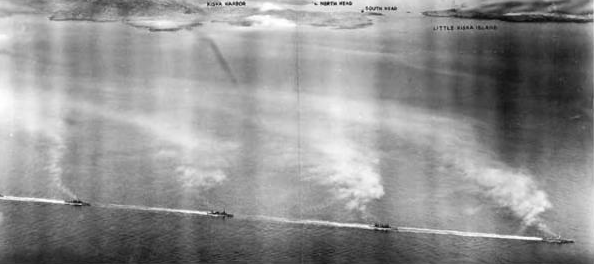
Amerikai cirkálók az aleut-szigeteki Kiska ágyúzása közben 1943. július 22-én. Balról jobbra a USS Santa Fe (CL-60) könnyűcirkáló, a USS Louisville (CA-28) nehézcirkáló, a USS San Francisco (CA-38) és a USS Wichita (CA-45) nehézcirkálók láthatóak.
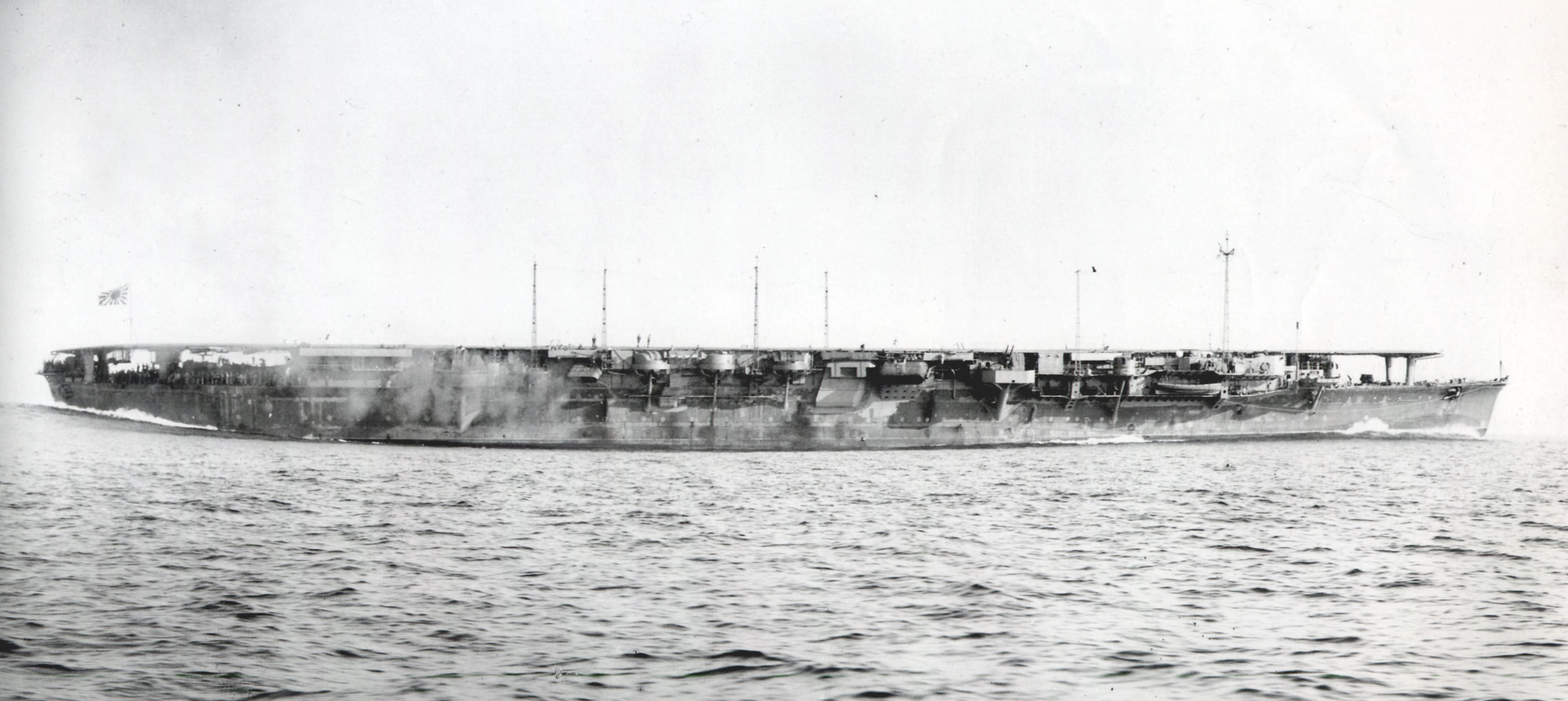
A japán Csitosze osztályú Csijoda könnyű repülőgép-hordozó. A leyte-öböli csatában megsérült hordozóra a USS Wichita 148 lövést adott le 203 mm-es főtüzérségéből. A Csijoda eredetileg anyahajónak épült, később alakítottál át könnyű repülőgép-hordozóvá
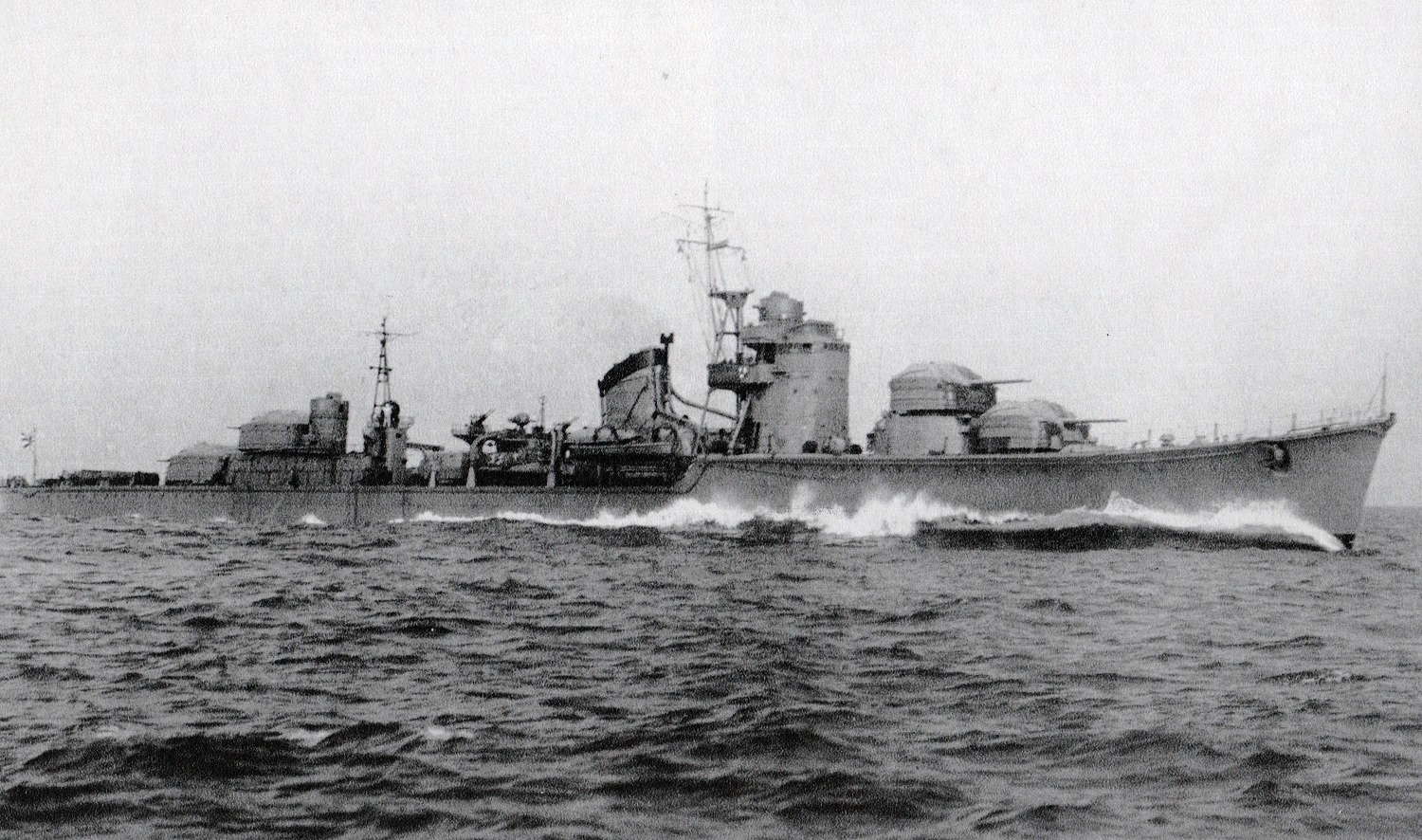
A japán Akizuki osztályú Hatszuzuki romboló 1942-ben, az egység elsüllyesztésében, a leyte-öböli csatában a USS Wichita is fontos szerepet játszott.
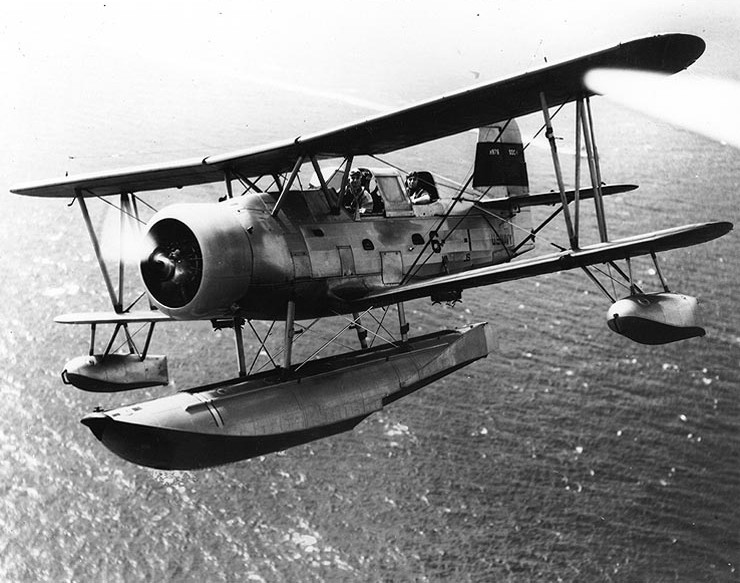
Pályafutása kezdetén a USS Wichita nehézcirkáló fedélzetén négy darab Curtiss SOC Seagull hidroplán szolgált.
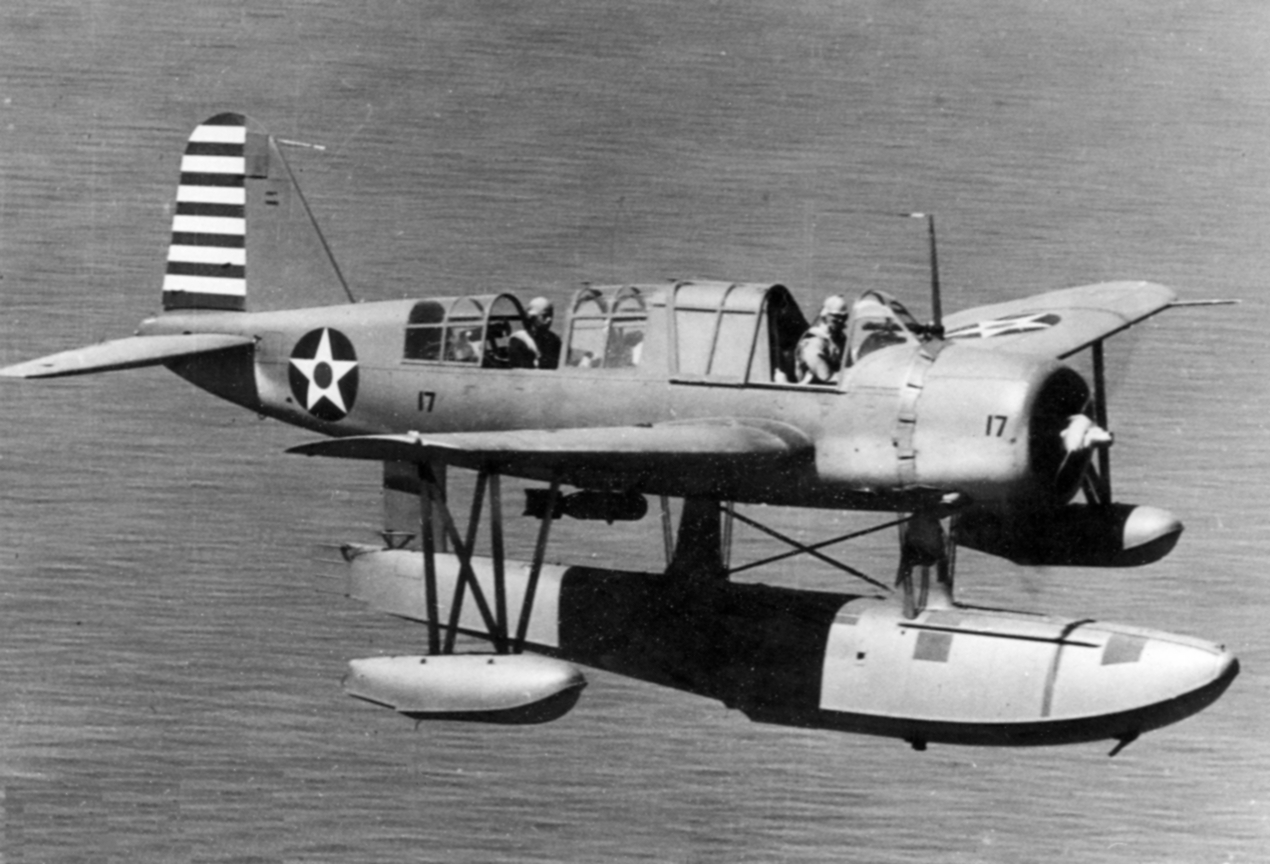
A USS Wichita nehézcirkálón a II. világháború nagyobb részében Vought OS2U-2 Kingfisher hidroplánokat alkalmaztak.